# Rosengård
Rosengård was een stadsdeel (Zweeds: stadsdel) van de Zweedse gemeente Malmö. Het stadsdeel telde 23.563 inwoners (2013) en heeft een oppervlakte van 3,32 km².
Op 1 juli 2013 werd het stadsdeel samengevoegd met Husie, hieruit ontstond het nieuwe stadsdeel Öster.

## Geschiedenis
Rosengård werd van 1967 tot 1972 gebouwd als onderdeel van het miljoenenprogramma. In die tijd was het een modern gebied, wat voldeed aan de eisen van toen. Er heerste van 1960 tot 1970 een tekort aan goedkope woningen in Malmö, waardoor immigranten woningen werden aangewezen in Rosengård.
Vanaf begin 2009 werden meerdere inwoners met een buitenlandse achtergrond beschoten in de gehele stad. In Rosengård kwam de lokale jeugd vaak in aanraking met de autoriteiten. Brandweerlieden werden bedreigd en aangevallen, waardoor dezen niet meer zonder politiebescherming naar branden durfden. In april 2010 waren er rellen in Rosengård: auto's, kiosken en prullenbakken stonden in lichterlaaie. De brandweerlieden die de branden bestreden werden belaagd met stenen en vuurwerk.

## Demografie
Veel inwoners van de deelstad hebben een migratieachtergrond. in 1972 was 20 procent van de inwoners afkomstig uit een ander land, in 2008 lag dit getal op 86 procent. De meeste immigranten waren afkomstig uit Joegoslavië, Irak en Libanon. De deelstad heeft een hoge werkloosheid: slechts 38 procent heeft een baan.

## Geboren in Rosengård
- Zlatan Ibrahimovic, voetballer
- Tony Flygare, voetballer

## Deelgebieden
Het stadsdeel bestond uit de volgende 10 deelgebieden (Zweeds: delområden):
- Apelgården
- Emilstorp
- Herrgården
- Kryddgården
- Persborg
- Rosengård Centrum
- Törnrosen
- Västra Kattarp
- Örtagården
- Östra Kyrkogården